# Huile de soja

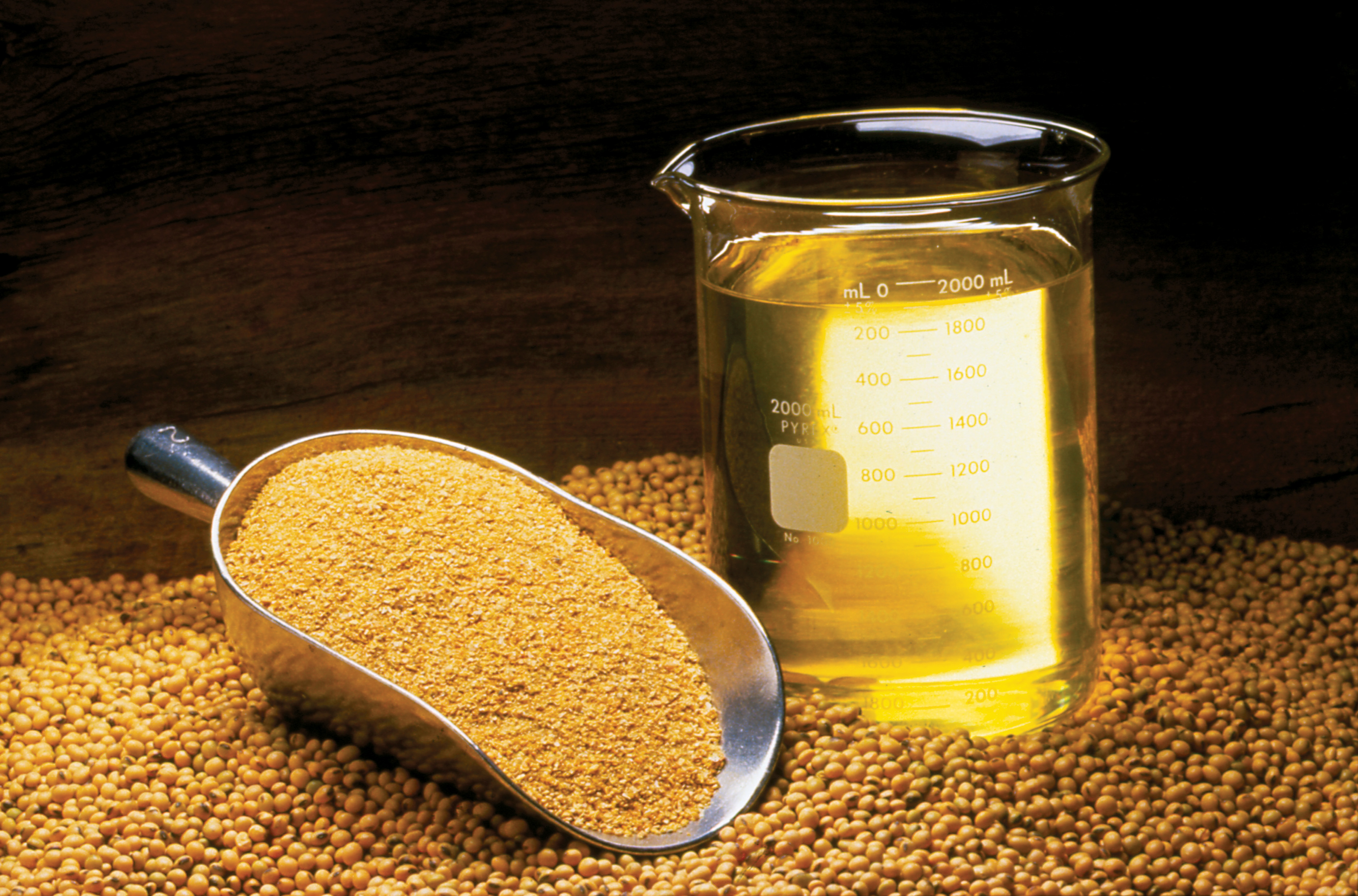
Huile de soja.

Pour des raisons techniques, il est temporairement impossible d'afficher le graphique qui aurait dû être présenté ici.

Évolution de la production mondiale d'huile de soja de 1961 à 2017,.
L'huile de soja est une huile végétale extraite du soja par trituration, et utilisée dans l'alimentation. Depuis quelques années, elle est aussi utilisée dans la production de biogazole.

## Composition
| Composé                                 | Famille d'acide gras | Teneur pour 100g |
| --------------------------------------- | -------------------- | ---------------- |
| Acide palmitique (saturé)               |                      | 10,455 g         |
| Acide stéarique (saturé)                |                      | 4,435 g          |
| Acide érucastique (mono-insaturé)       | ω-9                  | 0.233 g          |
| Acide oléique (mono-insaturé)           | ω-9                  | 22,55 g          |
| Acide linoléique (poly-insaturé)        | ω-6                  | 50,952 g         |
| Acide alpha-linolénique (poly-insaturé) | ω-3                  | 6,789 g          |
| Acides gras trans                       |                      | 1,8 g            |
| Total acides gras saturés               |                      | 15,65 g          |
| Total acides gras mono-insaturés        |                      | 22,783 g         |
| Total acides gras poly-insaturés        |                      | 57,74 g          |
| Vitamine E                              |                      | 8,18 mg          |
| Vitamine K                              |                      | 183,9 µg         |

L'huile de soja contient de l'acide oléique (23 %), de l'acide linoléique (51 %), et de l'acide alpha-linolénique (8 %). C'est une source naturelle importante d'acides gras insaturés des familles des oméga-6 et des oméga-3. Elle présente, selon l'AFSSA, un ratio oméga-6/oméga-3 de 6,7 (un taux un peu trop élevé), le taux idéal étant proche de 5.
Aux États-Unis, c'est l'huile végétale alimentaire la plus consommée, mais elle n'est pas recommandée pour la friture. Elle peut cependant être utilisée pour une cuisson normale, sans la faire fumer.

## Production mondiale
| 1                | Chine      | 16.167.100 |
| 2                | États-Unis | 10.884.000 |
| 3                | Brésil     | 9.305.295  |
| 4                | Argentine  | 7.249.000  |
| 5                | Inde       | 1.507.700  |
| 6                | Mexique    | 797.224    |
| 7                | Paraguay   | 755.700    |
| 8                | Russie     | 744.383    |
| 9                | Pays-Bas   | 648.700    |
| 10               | Allemagne  | 644.900    |
| Source : FAOSTAT |            |            |